# 山下光洋
山下 光洋（やました みつひろ、1973年 - ）は、日本のエンジニア、作家。

## 略歴
1973年 大阪府東大阪市出身。大阪府立八尾東高等学校、浪速短期大学中退。
業務系ソフトウェア開発会社、ユーザー企業IT部門を経て、AWS認定インストラクターとしてAWS認定コースを実施。毎年1,500名以上にAWSトレーニングを実施。AWS 認定インストラクターアワード2018、2019、2020を日本で唯一受賞。3年連続受賞により殿堂入りとなった。
2019年より毎年1冊以上のペースで著書を発表している。

## 著書
- 「AWS認定資格試験テキスト AWS認定 クラウドプラクティショナー」（SBクリエイティブ、2019年） ISBN 978-4797397406
- 「AWSではじめるLinux入門ガイド」（マイナビ出版、2020年） ISBN 978-4839970963
- 「ポケットスタディ AWS認定 デベロッパーアソシエイト」(秀和システム、2021年) ISBN 978-4798063409
- 「AWS認定資格試験テキスト&問題集 AWS認定ソリューションアーキテクト - プロフェッショナル」(SBクリエイティブ、2021年) ISBN 978-4815609061